# Queendom (EP)
Queendom là mini album tiếng Hàn thứ sáu và cũng là mini album thứ mười trong tổng số các mini album của nhóm nhạc nữ Hàn Quốc Red Velvet. Album bao gồm 6 ca khúc, trong đó ca khúc chủ đề trùng với tên của album. Album được SM Entertainment phát hành trên các nền tảng nhạc số vào ngày 16 tháng 8 năm 2021 và phiên bản đĩa vật lý vào ngày 17 tháng 8 năm 2021.

## Bối cảnh và phát hành
Vào ngày 9 tháng 6 năm 2021, SM Entertainment thông báo rằng nhóm nhạc Red Velvet sẽ trở lại vào tháng 8 với một album mới. Từ ngày 26 tháng 7 đến ngày 1 tháng 8, Red Velvet đã tổ chức một sự kiện quảng bá mang tên "Queens Mystic General Store" thông qua tài khoản Instagram của nhóm nhạc trước lễ kỷ niệm ra mắt lần thứ bảy và sự trở lại được mong đợi. Sự kiện quảng cáo giới thiệu các đạo cụ được sử dụng trong các video âm nhạc trước đây của họ và nhằm nâng cao sự mong đợi cho việc thông báo về sự trở lại và công bố lịch trình quảng cáo của họ. Ngày 2 tháng 8, các nguồn tin cho biết Red Velvet sẽ phát hành EP thứ sáu của nhóm mang tên Queendom, bao gồm 6 bài hát. EP này được SM Entertainment quảng bá như là "mini album" thứ sáu của nhóm. Ngày 3 tháng 8, lịch trình quảng bá cho sự trở lại của họ đã được công bố, bao gồm các bức ảnh concept, áp phích, mood sampler của album và một đoạn teaser của video âm nhạc sắp tới cho ca khúc chủ đề "Queendom". Queendom được phát hành dưới dạng nhạc số vào ngày 16 tháng 8 năm 2021 và phiên bản đĩa vật lý vào một ngày sau đó.

## Danh sách bài hát
| STT              | Nhan đề                                                      | Phổ lời                    | Phổ nhạc                                                                                         | Thời lượng |
| ---------------- | ------------------------------------------------------------ | -------------------------- | ------------------------------------------------------------------------------------------------ | ---------- |
| 1.               | "Queendom"                                                   | Jo Yoon-kyung              | minGtion Dsign Music Anne Judith Stokke Wik Cazzi Opeia Moa "Cazzi Opeia" Carlebecker Ellen Berg | 3:01       |
| 2.               | "Pose"                                                       | Lee Seu-ran                | Fabian Torsson Harry Sommerdahl Ylva Dimberg Moa "Cazzi Opeia" Carlebecker                       | 3:20       |
| 3.               | "Knock on Wood"                                              | Seo Ji-eum                 | Jonatan Gusmark (Moonshine) Ludvig Evers (Moonshine) Moa "Cazzi Opeia" Carlebecker Ellen Berg    | 3:40       |
| 4.               | "Better Be"                                                  | Kim In-hyung (Jam Factory) | Andreas Öberg Skylar Mones Michele Wylen                                                         | 3:00       |
| 5.               | "Pushin' N Pullin"                                           | Kenzie                     |                                                                                                  | 3:03       |
| 6.               | "Hello, Sunset" (tiếng Hàn: 다시 여름; Romaja: Dasi Yeoreum) |                            |                                                                                                  | 3:30       |
| Tổng thời lượng: | Tổng thời lượng:                                             | Tổng thời lượng:           | Tổng thời lượng:                                                                                 | 19:34      |